# Campa Cola
Campa Cola era il marchio di una bibita cola in vendita in India fino al 2000. Era leader del mercato in alcune regioni del paese prima che nel paese sbarcassero i due colossi Pepsi e Coca-Cola dopo l'apertura del mercato attuata dal primo ministro Pamulaparthi Venkata Narasimha Rao nel 1991.

## Storia
Campa Cola fu creata dalla Pure Drinks Group Pvt. Ltd. nel 1977, che è da considerarsi la pioniera delle bibite nel paese asiatico, anche perché vi introdusse la Coca-Cola nel 1949 (la Coca-Cola fu costretta a lasciare l'India negli anni 1970. Quindi la società monopolizzò l'intera industria indiana delle bibite per vent'anni senza concorrenza alcuna (soprattutto da parte degli stranieri).
Il gruppo fu fondato da Padam Shiri Sardar Mohan Singh. Dopo la sua morte, la proprietà passò ai suoi due figli Sardar Daljit Singh e Sardar Charanjit Singh. Quando Sardar Charanjit Singh morì, non la lasciò ai suoi eredi e quindi il tutto passò nelle mani dei due figli del fratello, Sardar Ajit Singh e Sardar Satwant Singh.
La Pure Drinks group si può considerare la più antica e la prima industria sorta in India. Ha diversificato la sua attività partendo dalle bibite, per giungere alle costruzioni, alla gestione di hotel, all'erogazione di servizi di consulenza, per giungere alle telecomunicazioni. È anche la maggiore impresa nel settore immobiliare.